# TeleMoney
TeleMoney (ТелеМоней) — российский электронный платежный сервис, существовавший в 2010—2015 годах. Сервис не имел собственных физических карт оплаты. Сервис позволял оплачивать покупки в интернет-магазинах, коммунальные услуги, услуги операторов связи, платежи ГИБДД и госпошлины, производить платежи по кредитам. Взаиморасчеты велись в российских рублях.

## История
TeleMoney создана компанией WebDiscovery в 2010 году.
18 июля 2011 автор и владелец платежной системы Виталий Шубинский был убит в столице Колумбии Боготе. Следствие исключило возможность заказного убийства, основной версией было ограбление в такси по местной отлаженной преступной схеме. Шубинский был оставлен на улице с огнестрельными ранениями и позже умер в больнице.
По состоянию на 2012 год TeleMoney являлась собственностью компании ООО «Комфорт плюс». Проводилась попытка реформирования, но она, очевидно, не была успешной.
В 2014 году проект находился в состоянии заморозки, из него были удалены функции внутренних бонусов, а в 2015 был остановлен прием платежей.
Проект закрыт, ныне сайт платежной системы не существует.

## Концепция
В основе концепции TeleMoney лежал следующий принцип: пользователи должны не только оплачивать в интернете товары и услуги, но и получать при этом бонусы, которые поступают в размере виртуальных «50 % с каждого платежа» и «3 % за перевод внутри системы» на базис-счет, и эти средства могут быть потрачены на приобретение товаров или услуг в специально созданном для системы магазине — «Ресток». На продажу выставляются карты пополнения платежных систем, различные сертификаты, бытовая техника, электроника, сувениры, единица товара или услуги, выставляемая на продажу в Рестоке называется «лот», лоты объединены в «сэйлы», «тендеры» или «аукционы». При этом оформление любых товаров, приобретенных в Рестоке платное, и составляет 50 % от заявленной стоимости товара.

## Безопасность
Система TeleMoney гарантировала пользователям сохранность денежных средств на счетах.
Передача данных между браузерами пользователей и серверами системы осуществлялась по защищенному HTTPS-протоколу. Все передаваемые данные шифровались с помощью SSL.
Также пользователи могли разрешить доступ к своему счету только с конкретных ip-адресов.
Базовый функционал платежной системы предоставлялся пользователю при любом уровне идентификации, однако, многие функции предоставлялись только пользователям с определённым уровнем идентификации. Уровень идентификации — целое число от 0 до 31, показывающее, насколько конкретный пользователь системы идентифицирован. В процессе идентификации пользователь сообщал системе TeleMoney свои фамилию, имя, отчество, данные общегражданского паспорта РФ, номер мобильного телефона и e-mail.